# Bourbon (Indiana)
Bourbon é uma cidade  localizada no estado americano de Indiana, no Condado de Marshall.

## Demografia
Segundo o censo americano de 2000, a sua população era de 1691 habitantes. 
Em 2006, foi estimada uma população de 1804, um aumento de 113 (6.7%).

## Geografia
De acordo com o United States Census Bureau tem uma área de 
2,7 km², dos quais 2,7 km² cobertos por terra e 0,0 km² cobertos por água. Bourbon localiza-se a aproximadamente 257 m acima do nível do mar.

## Localidades na vizinhança
O diagrama seguinte representa as localidades num raio de 20 km ao redor de Bourbon. 